# Ambre Esnault
Pour les articles homonymes, voir Esnault.
Ambre Esnault, née le 21 février 2002 à Hyères, est une nageuse synchronisée française.

## Biographie
Ambre Esnault  pratique la danse et le judo avant de débuter la natation artistique dans le club de de Hyères dés l'âge de 6 ans. Puis, elle intègre le pôle d’Aix-en-Provence et l'INSEP en 2018.
Le 11 août 2022, elle remporte la médaille de bronze de l'épreuve technique par équipe de natation artistique lors des Championnats d'Europe de natation 2022 à Rome ; le lendemain, elle obtient une nouvelle médaille de bronze en highlights. Le 15 août 2022, elle remporte la médaille de bronze de l'épreuve libre par équipe lors de ces mêmes Championnats.
Aux Jeux européens de 2023 à Oświęcim, Ambre Esnault, capitaine d'équipe, est médaillée de bronze de l'épreuve technique par équipes et médaillée d'or de l'épreuve acrobatique,.
En tant que capitaine d'équipe, Ambre Esnault et ses coéquipières (Laelys Alavez, Anastasia Bayandina, Laura Gonzalez, Romane Lunel, Eve Planeix, Charlotte et Laura Tremble) participent aux épreuves en équipe durant les Jeux olympiques d'été de Paris 2024.

## Palmarès

### Championnat d'Europe
- Championnat d'Europe de 2023 à Auschwitz (Pologne)
  -  Médaille de bronze par équipes technique mixte
  -  Médaille d'or Routine Acrobatique mixte
- Championnat d'Europe de 2022 à Rome ( Italie)
  -  Médaille de bronze par équipes technique mixte
  -  Médaille de bronze par équipes libre
  -  Médaille de bronze Highlight[9]